# Perez Hilton
Perez Hilton (* 23. März 1978 in Miami, Florida; eigentlich Mario Armando Lavandeira Jr.) ist ein US-amerikanischer Blogger. Unter seinem Pseudonym betreibt er den Blog perezhilton.com (früher: PageSixSixSix.com).

## Karriere als Blogger
Lavandeira wuchs in Miami als Kind kubanischer Eltern spanischer Abstammung auf und lebt derzeit in Los Angeles. Vor seiner Karriere als Blogger verdiente Lavandeira sein Geld als Schauspieler, arbeitete außerdem für kurze Zeit als Assistent bei der Gay and Lesbian Alliance Against Defamation (GLAAD, dt. etwa: Schwul-lesbische Vereinigung gegen Diffamierung). Daneben veröffentlichte er mehrere Publikationen zum Thema Homosexualität; er selbst ist homosexuell. Im Februar 2013 kam sein Sohn zur Welt.
Im September 2004 fing er mit dem Bloggen an, weil „ich lauter Freunde in der Entertainment-Industrie hatte und es mir kinderleicht vorkam.“ Bereits sechs Monate später, am 11. März 2005, verlieh ihm die CBS-Sendung The Insider den Titel „Hollywoods meistgehasste Website“.

### Perezhilton.com
Auf seiner Website perezhilton.com verkündet Hilton in der Regel mehrmals täglich neue Gerüchte über Prominente. Deren Wahrheitsgehalt ist teilweise fraglich, beispielsweise gab er am 17. August 2007 bekannt, dass der kubanische Präsident Fidel Castro tot sei, und behauptete gleichzeitig, der erste zu sein, der diese Meldung verkünde. Entgegen dieser Ente trat Castro rund einen Monat später im kubanischen Staatsfernsehen auf.
Des Weiteren schrieb er am 25. Juni 2009, dass Michael Jackson seinen Herzinfarkt bzw. die Einweisung ins Krankenhaus nur vortäuscht. Er entfernte aber diesen Eintrag auf seinem Blog wieder vom Netz.
Dennoch brachte er damit zahlreiche Fans gegen sich auf, vor allem auf Twitter.
Außerdem nimmt Hilton in seinem Blog immer wieder Stellung zu Homosexuellen-Themen wie der Diskriminierung von Homosexuellen oder Homophobie.
Perezhilton.com verzeichnet über 100 Millionen Besucher pro Monat, mit dieser Website verdient Hilton geschätzte 800.000 Dollar im Jahr. Nach der Liste der Top 25 Web Celebs des Forbes Magazine war er im Jahre 2007 der erfolgreichste Star im Internet.
Im Juni 2010 kam Perez Hilton in Negativ-Schlagzeilen, da er ein sogenanntes Upskirt-Foto des Teeniestars Miley Cyrus ins Netz stellte. Dieses Nacktfoto, welches sich als Fälschung entpuppte, veranlasste das FBI dazu, Ermittlungen gegen Perez Hilton einzuleiten, weil das Veröffentlichen des Fotos den Tatbestand der Verbreitung von Kinderpornografie erfüllt, da Cyrus zu diesem Zeitpunkt 17 Jahre alt war.
Nach dem Hackerangriff auf private Fotos von Prominenten 2014 veröffentlichte er die Fotos auf seinem Blog, nahm sie aber kurz darauf aus dem Netz und entschuldigte sich für sein Verhalten.

## Fernsehen und Theater

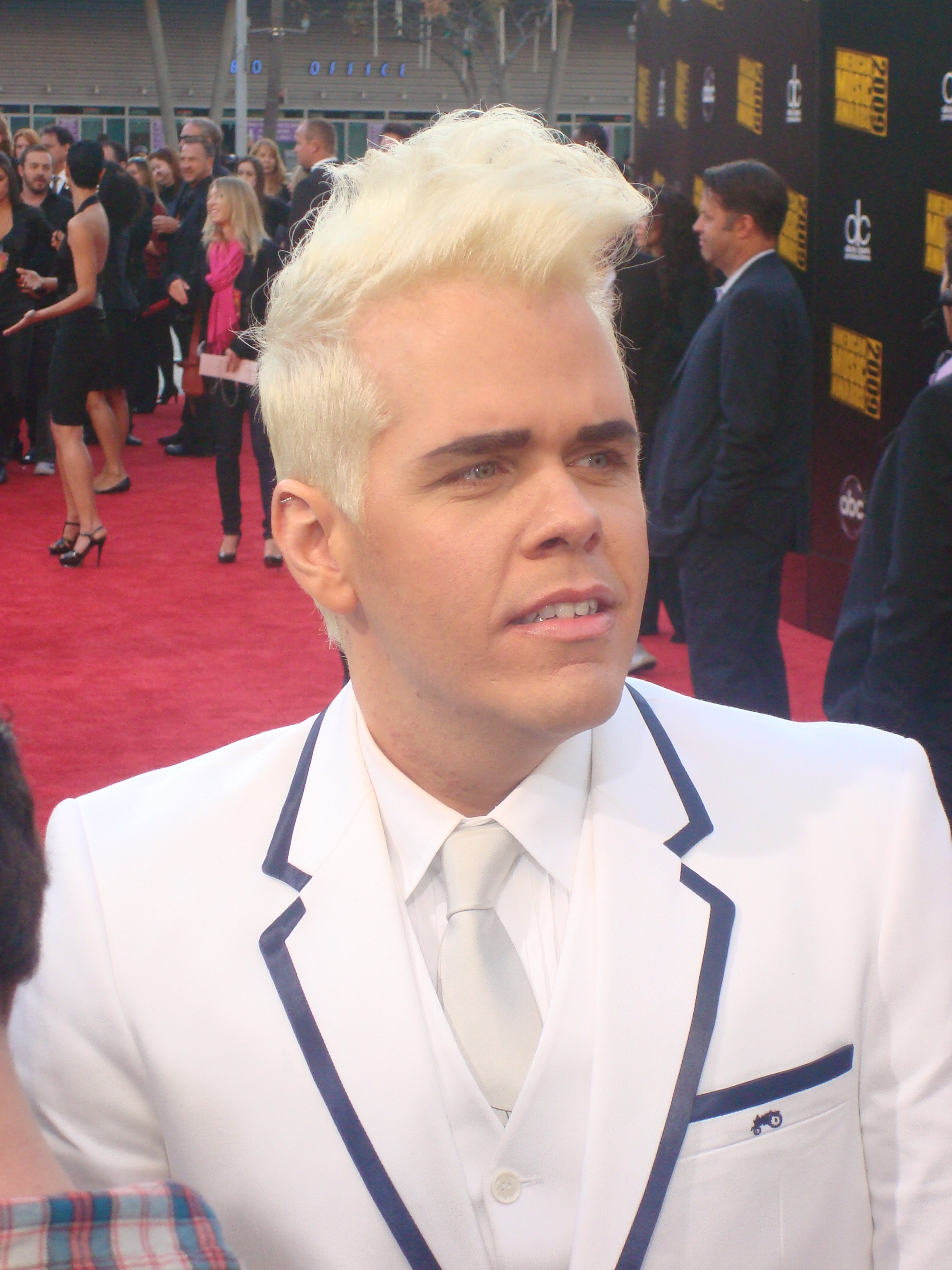
Hilton bei den American Music Awards 2009

Hilton ist Star der Reality-TV-Show What Perez sez (etwa: „Was Perez zu sagen hat“). Die erste Folge wurde am 11. September 2007 auf VH1 ausgestrahlt. Außerdem trat er als Kandidat bei der MTV-Sendung Celebrity Rap Superstar auf.
Im August 2008 wurde im Rahmen des 2008 NY International Fringe Festival im 45 Bleecker Theatre das Stück Perez Hilton Saves the Universe (or at Least the Greater Los Angeles Area): The Musical! (kurz: Perez Hilton … The Musical!) aufgeführt. Die alberne Grundhandlung, um die beißende Imitationen von Berühmtheiten und die Musicalnummern aufgebaut sind, handelt von Terroristen, die eine Bombe bei der Aufbahrung der kürzlich verstorbenen Britney Spears zünden wollen und Hiltons Blog dazu nutzen, so viele Opfer wie nur möglich zum Ort des Geschehens zu bringen. Perez Hilton wird von Randy Blair gespielt, der auch die Handlung und die Liedtexte schrieb.
Am 6. November 2008 moderierte er die Online-Ausgabe der MTV Europe Music Awards 2008.
2008 wirkte er in dem Film Another Gay Sequel: Gays Gone Wild! mit.
Er spielte in einer Folge von Victorious sich selbst.
Im Jahr 2011 hatte er einen kurzen Auftritt in der Fernsehserie 90210, in welcher er sich selbst spielt.
2015 nahm er an der britischen Version der Reality-Show Celebrity Big Brother teil.
2019 war er in der US-amerikanischen Neuauflage der Realityserie „The Hills: New Beginnings“ zu sehen. In Folge 2 rechnete Mischa Barton mit ihm ab, er habe ihre Karriere und die anderer nachhaltig geschädigt.